# Masamichi Imamura
Masamichi Imamura (japanisch 今村 昌倫 Imamura Masamichi; * 23. November 1998 in Yao, Osaka) ist ein japanischer Tennisspieler.

## Karriere
Imamura spielte nur wenige Turniere auf der ITF Junior Tour. In der Junioren-Rangliste erreichte er mit Platz 747 seine höchste Notierung.
Bei den Profis spielte Imamura ab 2019 regelmäßig. Er schloss sein erstes Profijahr im Einzel und Doppel in den Top 1000 der Tennisweltrangliste ab und erreichte Platz 595. Das lag aber vor allem an einer Änderung der Ranglisten, wonach Punkte von der ITF Future Tour nicht mehr zählen sollte. Mit seinem ersten Sieg bei einem Turnier der ATP Challenger Tour in Yokohama gegen Renta Tokuda kam er deshalb zu einer so hohen Platzierung. Nach einem halben Jahr wurde diese Zählweise aber zurückgedreht und Imamura wurde außerhalb der Top 1000 gelistet. Im Doppel erreichte er auf der Future Tour sein erstes Halbfinale. Zurück in die Top 1000 kehrte der Japaner 2022 nach einer pandemiebedingten Pause, als er die ersten zwei Male in ein Future-Halbfinale eingezogen war. Im Doppel nutzte er bei Futures eines der beiden Finals, die er erreichte, für den ersten Titel. Kurz vor Jahresende überraschte Imamura die Konkurrenz auf der Challenger Tour. Jeweils mit einer Wildcard ausgestattet erreichte er das Endspiel in Yokohama mit Tomoya Fujiwara sowie in Yokkaichi mit Riō Noguchi. Nach einer fast einjährigen Pause ohne Turnierteilnahmen gelang Imamura der erstmalige Einzug ins Hauptfeld eines ATP-Tour-Events. In Tokio erhielt Imamura zusammen mit Taisei Ichikawa eine Wildcard für die Qualifikation. Dort gewannen sie beide Matches und gaben anschließend ihr Debüt im Hauptfeld, wo sie den Landsmännern Ben McLachlan und Yoshihito Nishioka unterlagen. Mit Platz 349 erreichte der Japaner in dessen Folge sein Karrierehoch im Doppel.

## Erfolge
| Legende (Anzahl der Siege) |
| Grand Slam                 |
| ATP Finals                 |
| ATP Tour Masters 1000      |
| ATP Tour 500               |
| ATP Tour 250               |
| ATP Challenger Tour (2)    |

### Doppel

#### Turniersiege
| Nr. | Datum            | Turnier   | Belag     | Partner      | Finalgegner                                | Ergebnis         |
| --- | ---------------- | --------- | --------- | ------------ | ------------------------------------------ | ---------------- |
| 1.  | 15. Februar 2025 | Neu-Delhi | Hartplatz | Riō Noguchi  | Niki Kaliyanda Poonacha Courtney John Lock | 6:4, 6:3         |
| 2.  | 24. Mai 2025     | Tiflis    | Hartplatz | Naoki Tajima | Siddhant Banthia Ramkumar Ramanathan       | 1:6, 6:3, [10:5] |